# Hare-Krishna-Mantra
Das Hare-Krishna-Mantra ist der Name des bekanntesten Mantras der Gaudiya Vaishnava und ist im Westen besonders durch Hare-Krishna-Anhänger bekannt geworden. Es wird auch Mahamantra („großes Mantra“) genannt. 

## Text

Hare-Krishna-Mantra auf Sanskrit in Devanagari-Schrift

हरे कृष्ण हरे कृष्ण कृष्ण कृष्ण हरे हरे

हरे राम हरे राम राम राम हरे हरे

Hare Kṛṣṇa Hare Kṛṣṇa Kṛṣṇa Kṛṣṇa Hare Hare

Hare Rāma, Hare Rāma Rāma Rāma Hare Hare

In jüngeren Traditionen, so bei den Hare Krishna, werden manchmal beide Verse umgestellt.
Das Mantra ist eine Anrufung zweier Erscheinungsformen des Gottes Vishnu: Krishna und Rama. Die Namen stehen im Vokativ. Hare ist sowohl die Flexion von Vishnus Beiname Hari als auch von Harā. Letzterer ist ein Beiname der Geliebten Krishnas, Radha, durch deren Anrufung die weibliche Energie Gottes, genannt Shakti, gepriesen wird.

## Überlieferung
Das Mantra ist erstmals in der Kalisantarana Upanishad nachgewiesen, einer Sammlung philosophischer Schriften des Hinduismus. Hiernach wurde es von Brahma dem Weisen Narada zu Beginn des Kaliyuga verkündet und erklärt. Das Mantra fand durch den bengalischen Heiligen Chaitanya (1486–1533), Begründer des Gaudiya Vishnuismus, weite Verbreitung in Indien und wurde im 20. Jahrhundert durch die ISKCON auch im Westen bekannt.

## Popkultur
Dem Stück Be-in im Musical Hair liegt das Hare-Krishna-Mantra zugrunde. Es erklingt auch im Hintergrund des Liedes My Sweet Lord von George Harrison, das 1970/71 den ersten Platz in mehreren Hitparaden belegte.  Die deutsche Sängerin Nina Hagen singt das Mantra im Lied I love Paul sowie im Lied Hare Krsna Hare Rama! auf der CD Om namah Shivay!. Boy George benutzt das Mantra in seinem Lied Bow Down Mister. In Stevie Wonders Lied Pastime Paradise wird das Mantra ebenfalls gesungen. Die Ärzte verwenden das Mantra im Lied „Ewige Blumenkraft“ auf der Single „Für immer“. Auch das Performance-Kollektiv HGich.T erwähnt das Mantra in ihrem Lied Tutenchamun, sowie die Band Bilderbuch in ihrem Lied LED go.